# Jewish Trust Corporation
Die Jewish Trust Corporation (JTC) (deutsch übersetzt: Jüdische Treuhandgesellschaft) war eine jüdische Treuhänderstelle.

## Einrichtung
Die JTC wurde 1950 im Deutschland der Nachkriegszeit für die britische und die französische Besatzungszone gegründet, um insbesondere erbenloses jüdisches Vermögen zu erfassen, zu sichern und gegebenenfalls zu verwerten. Das auf diesem Wege erworbene Vermögen wurde an jüdische Institutionen und Organisationen verteilt. Sie übernahm auch das Vermögen der aufgrund der Verfolgung untergegangenen jüdischen Gemeinden und Organisationen, unter anderem ehemalige Synagogen und jüdische Schulen, aber auch jüdische Friedhöfe.
Zu den Mitbegründern zählte Norbert Wollheim. In der Amerikanischen Besatzungszone gab es als entsprechende jüdische Treuhänderstelle die Jewish Restitution Successor Organization. Zu den Rechtsgrundlagen gehörten vor allem das Militärregierungsgesetz Nr. 59 sowie das Bundesrückerstattungsgesetz. Nach der Auflösung der JTC wurden deren Aufgaben von der Jewish Claims Conference übernommen.